# 淫靡な女たち イキたいとこでイク!
『淫靡な女たち イキたいとこでイク!』（いんびなおんなたち いきたいとこでいく）は、山内大輔監督の日本映画。

## 概要
2021年4月9日公開。公開時の併映は『恋愛相談 おクチにできないお年頃』（竹洞哲也監督）、『したがる兄嫁2 淫らな戯れ』（上野俊哉監督）。山内の得意とするホラー映画の構成を超能力を使ったファンタジーコメディに落とし込んだ作品。
切通理作はキネマ旬報の連載にて「自由を束縛された夫婦生活から（都市のエアポケットへ）脱する。欠落した部分を埋め合わせる家族劇サーガ」と論評した。
特集上映「OP PICTURES+フェス2021」では2021年11月8日より『人妻、ジャンプする!』のタイトルで上映。
2022年6月3日にスターボードから『人妻淫靡行』のタイトルでDVD発売。

## あらすじ
国立大卒の夫によるモラハラに苦しむ妻の弥生。例えば靴下が透けて破れそうになっていたことで咎められ、ストレスを溜め込んでいた。履いてるうちに薄くなったかもしれないのに。破けたところを誰かに見られたわけでもないのに。ある日、みそ汁の味を指摘され、イライラが頂点に達した時、スリッパ姿で海辺に立つ自分がいた。瞬間移動の能力を手に入れたのだ。自宅のキッチンにいたはずなのに、なぜこんなところにいるのだろう。不思議に思った次の瞬間、弥生は原稿の散らばる誰かの書斎。はたまたどこかのラブホテルへと体をワープさせていた。移動先は不規則だったが、転送先で見聞きする人々の行動や言動をつないでいき、弥生はその法則に勘付いていく。

## 登場人物
江口弥生
演 ‐ 加藤ツバキ
結婚8年目。無名の短大卒。専業主婦。旧姓は長谷川。なぜか瞬間移動できる能力を持ってしまった。行先はコントロールできず不規則。
彩菜
演 ‐ あけみみう
「ピーチクラブ」で働くデリバリーヘルス嬢。ピンクの靴を履く。彩菜は源氏名であり、本名はスミレ。実家は定食屋。
藤森祐介
演 ‐ 石川雄也
元教師で現在は売れない小説家。代表作で唯一の出版物は『白いガーベラ』。デリヘルドライバーで食いつなぐ。
佐藤幹夫
演 ‐ 橘聖人
ハッピー不動産勤務。
江口祐介
演 ‐ 安藤ヒロキオ
弥生の夫。国立大卒のエリート。妻に対しては上から目線。
田村
演 ‐ 折笠慎也
背広の男。ラブホテルの102号室を訪ねる。
演 ‐ 山本宗介
大将
演 ‐ 森羅万象
お食事処「みぎわ」の店主。ほとんど人の来ない定食屋の店主。スパイスを使ったカレーは絶品。すみれという連れ子の一人娘を持つ。
幹夫の彼女
演 ‐ 七菜原ココ
ポップな格好の女性。
みゆき
演 ‐ 佐倉絆
藤森の前妻。幹夫の母。
幹夫の実父
演 ‐ 山本宗介
サラリーマン風の男
演 ‐ サーモン鮭山

## スタッフ
- 監督・脚本・編集：山内大輔
- 撮影監督：中尾正人
- 録音：大塚学
- 音楽：Project T&K
- 効果・選曲：AKASAKA音効
- ラインプロデューサー：江尻大
- 助監督：小関裕次郎
- 撮影助手：石川真吾、江森聖弥
- ポスター：本田あきら
- 演出部応援：菊嶌稔章
- 撮影協力：ホテル サンセット、47style、斎藤光司、望月元気
- 仕上げ：東映ラボ・テック
- 配給・提供：オーピー映画